# Cathy Park Hong

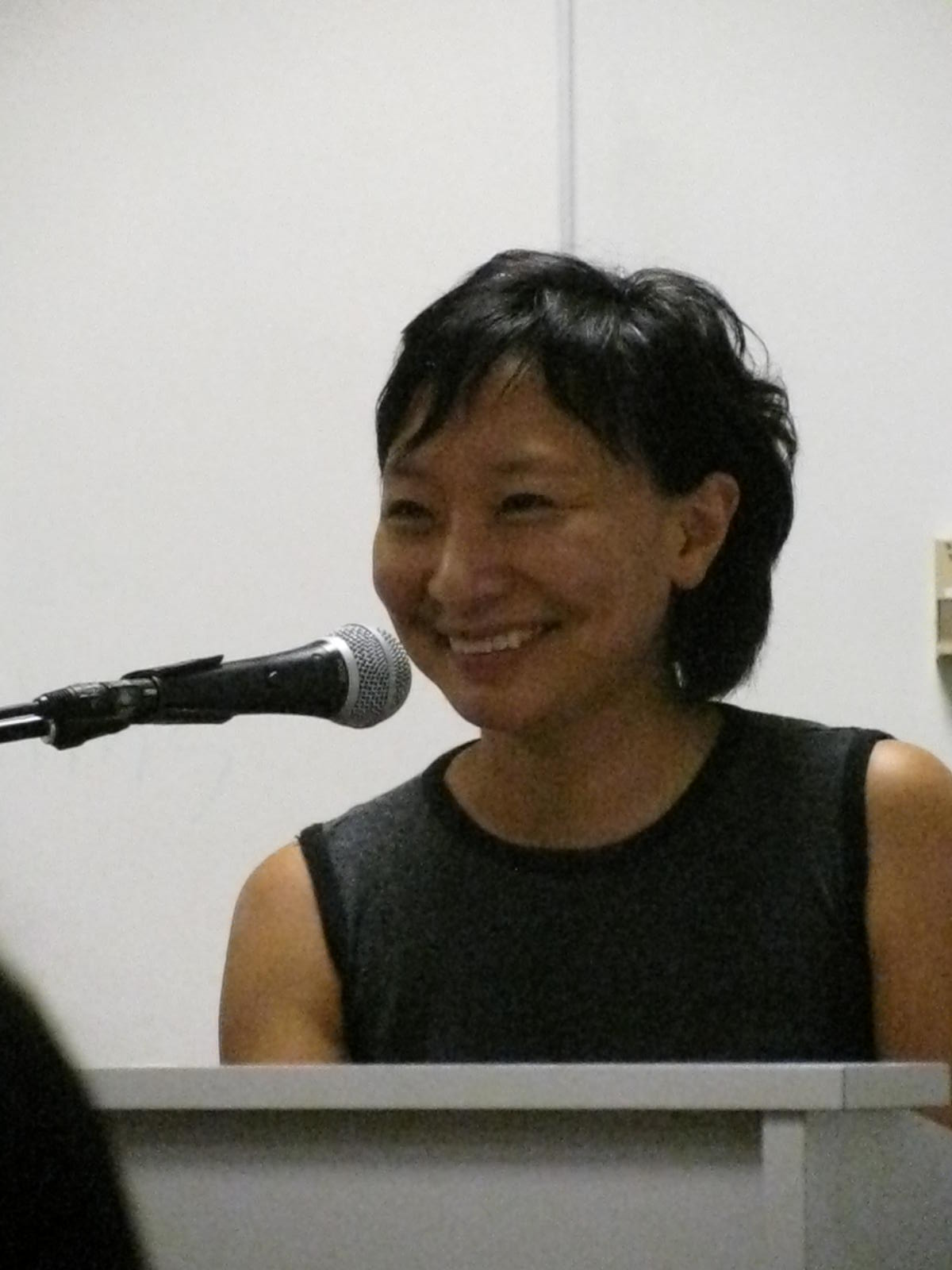
Cathy Park Hong, 2012

Cathy Park Hong (geboren 7. August 1976 in Los Angeles) ist eine US-amerikanische Schriftstellerin und Lyrikerin koreanischer Abstammung. Das Time Magazine zeichnete sie als eine der hundert einflussreichsten Persönlichkeiten des Jahres 2021 aus.

## Leben und beruflicher Werdegang
Cathy Park Hong wurde als Tochter koreanischer Immigranten geboren. Sie besuchte das Oberlin College in Ohio. 2003 erwarb sie beim Iowa Writers’ Workshop den Abschluss Master of Fine Arts. Die Schriftstellerin leitet den Studiengang Master of Fine Arts in Lyrik an der Rutgers University in Newark, New Jersey und ist Herausgeberin des Lyrikteils der Zeitschrift The New Republic.
Sie lebt mit ihrem Mann, dem Videokünstler und Fotografen Mores McWreath und ihrer gemeinsamen Tochter in Brooklyn.

## Minor Feelings: An Asian American Reckoning
Der Essayband Minor Feelings (2020) ist bislang ihr persönlichstes Werk. Darin beschreibt sie, was es bedeutet, asiatische Amerikanerin zu sein. Sie bezieht sich auch auf ein bekanntes Video. Darin ist der Arzt David Dao zu sehen, wie er von drei Sicherheitsbeamten aus einem Flugzeug von United Airlines geschleift wurde: Er hatte sich geweigert, seinen Platz aufzugeben. Einfühlsam formuliert Hong ihre eigene Angst und Scham, die sie als asiatischstämmige US-Amerikanerin bei der Wiedererkennung eigenen Leidens empfindet. Der Rassenbegriff kann, so die Autorin, darin bestehen, „dass ein ethnisierter Körper in bestimmten Räumen als Objekt und nicht als Subjekt verstanden wird.“
Das Buch fand große Beachtung und wurde mit mehreren Preisen ausgezeichnet.

## Politische Einstellungen
Im Oktober 2024 gehörte Hong zu den Unterzeichnern eines Aufrufs zum Boykott israelischer Kulturinstitutionen, „die an der überwältigenden Unterdrückung der Palästinenser mitschuldig sind oder diese stillschweigend beobachtet haben“.

## Auszeichnungen (Auswahl)
- 2006: Barnard Women Poets Prize für Dance Dance Revolution[7]
- 2018: Windham–Campbell Literature Prize in Poetry[8]
- 2020: National Book Critics Circle Award für Minor Feelings: An Asian American Reckoning[9]
- 2021: American Book Award für Minor Feelings: An Asian American Reckoning[10]
- 2021: Pulitzerpreis: Nominierung in der Kategorie General Nonfiction für Minor Feelings: An Asian American Reckoning[11]
- 2021: Time Magazine: Cathy Park Hong wurde als eine der hundert einflussreichsten Persönlichkeiten des Jahres 2021 ausgewählt und auf die Liste Time100 gesetzt.[12]

## Veröffentlichungen (Auswahl)
- 2002: Translating Mo'um, Hanging Loose Press, 2002, ISBN 1931236127
- 2007: Dance Dance Revolution, W. W. Norton, 2007, ISBN 9780393333114
- 2013: Engine Empire: Poems, W. W. Norton & Company, 2012, ISBN 9780393346480
- 2020: Minor Feelings: An Asian American Reckoning, One World, 2020, ISBN 9781984820365 (deutsch: Störgefühle. Über anti-asiatischen Rassismus. Aufbau Verlag, Berlin Februar 2022, ISBN 978-3-351-03944-8)
- Delusions of Whiteness in the Avant-Garde (Essay)